# Siddhapokhari
Siddhapokhari – gaun wikas samiti we wschodniej części Nepalu w strefie Kośi w dystrykcie Sankhuwasabha. Według nepalskiego spisu powszechnego z 2001 roku liczył on 696 gospodarstw domowych i 3870 mieszkańców (1972 kobiet i 1898 mężczyzn).